# Pieter-Engelbert Wauters
Pieter-Engelbert Wauters (Moerzeke, 5 december 1745 – Gent, 8 oktober 1840) was een Vlaamse arts, farmacoloog en schrijver van wetenschappelijke werken op het gebied van geneeskunde en farmacologie.
Wauters werd geboren in een welvarend gezin. Op zijn dertiende ging hij bij zijn oom in Wetteren wonen, die er een praktijk als arts had. Hij verdiepte zich er al in vreemde talen en farmacologie en reisde op jonge leeftijd driemaal per week naar Gent om er orgel- en cellolessen te volgen.

Hij volgde humanioraonderwijs in Edingen en aan de latijnse school het Houdain college in Bergen. Aan de Universiteit van Leuven haalde hij zijn baccalaureaat theologie, ondanks een onderbreking van twee maanden in 1766 wegens buiktyfus. Hij koos vervolgens voor geneeskunde en haalde het artsendiploma op 11 mei 1773. Hij vestigde zich als arts bij zijn oom, die echter kort daarop overleed.

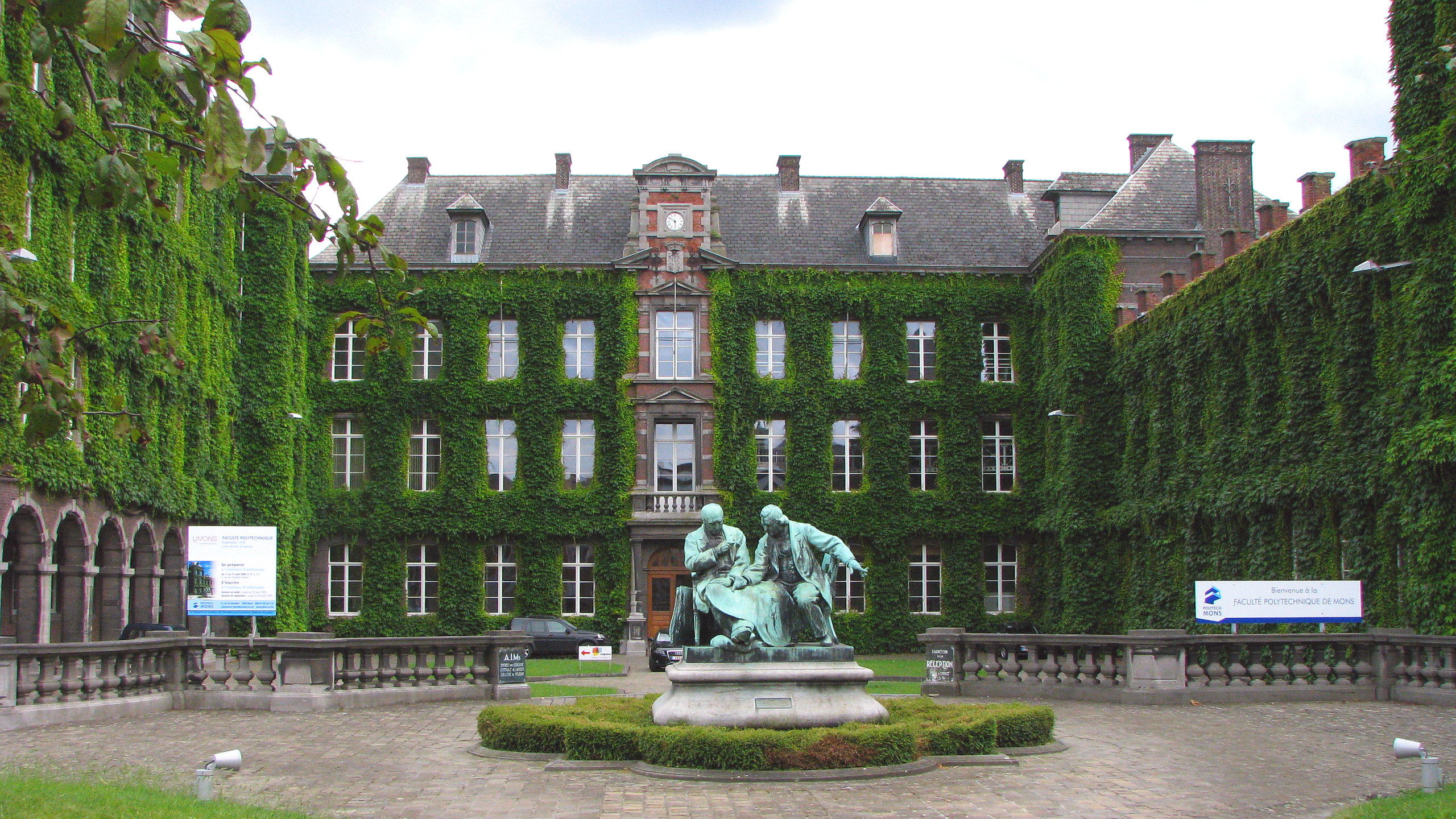
Voormalig Collège de Houdain (1587) in Bergen. Foto Wolfgang Pehlemann

De boeren in Wetteren zagen hem aanvankelijk als onwetend omdat hij altijd een boek bij zich had, doch al snel kreeg hij zowel als arts als auteur een grote naam. Hij stond elke ochtend om vier uur op om te studeren en te werken en had daartoe met zijn personeel een beloning afgesproken als ze erin slaagden hem na die tijd in bed aan te treffen. Hij reisde elke week van Wetteren naar Gent om er te musiceren.
Hij had als student meteen na de verschijning (1765) de Hus- och Reseapoteke van Nils Rosen von Rosenstein, de lijfarts van de Zweedse koningin Louisa Ulrika van Pruisen, uit het Duits vertaald. Hij deed dit mede om de kwakzalveropvattingen te bestrijden zoals die met name werden verkondigd door Prosper Florisoone (..."wederlegginge der verderfelyke Leeringe van den Eerw. Heer Florisoone"...), pastoor te Gijverinkhove
In 1785 deed hij mee aan een prijsvraag van de Keizerlijke en Koninklijke Academie van Wetenschappen en Letteren van Brussel over het vervangen van exotische nuttige planten door inlandse en haalde een eervolle vermelding ("omdat hij zich te zeer tot het medicinale gebruik van planten had beperkt"). In verband hiermee maakte hij een latijnse samenvatting van het werk van winnaar Burtin over hetzelfde onderwerp.
Vier jaar later hadden hij en P.J.B. Prévinaire een gedeelde prijs voor de verhandeling van elk van hen over de te nemen voorzorgen tegen het levend begraven.
In 1788 won hij de eerste prijs bij dezelfde instelling met een verhandeling over inlandse gewassen die men zou kunnen gebruiken ter vervanging van de exotische olijfolie; in het voorwoord verdedigde hij het feit dat hij de tekst in de Vlaamse taal had geschreven, omdat hij zoveel mogelijk mensen ermee wilde bereiken ("omdat deze by onze vaderlanders de algemynste is"). Met volgende verhandelingen haalde hij in 1790 en 1791 prijzen in Parijs, en in 1809 een eerste prijs in Bordeaux over andermaal het vervangen van exotische planten (Repertorium remediorum indigenorum exoticis...).
Hij bleef buitenlandse werken vertalen en publiceerde zowel in het Nederlands, het Latijn als het Frans. Het meest bekend werd destijds zijn in 1798 verschenen Franse verhandeling over het Wetterse Uitzet-bier.
In 1788, onder het Oostenrijkse bewind kreeg hij de taak om toezicht te houden op epidemieën in het Land van Waas.
Toen de arts en verloskundige pionier Jan Bernard Jacobs in 1790 overleed maakte Wauters diens vertaling van het pas verschenen uitvoerige chirurgische handboek van de Deense hoogleraar Henrich Callisen af. Hij gaf de beide volumes ook uit. Onder vakgenoten maakte hij naam met zijn op de Parijse prijsvragen gebaseerde werk over vochtafdrijvende methoden (Tractatus de Exutoriorum Delectu), dat hij in 1801 ook in Parijs en Leiden uitgaf en dat twee jaar later in het Frans werd vertaald door François-Antoine Curtet (1763-1830).
In 1796, tijdens de Franse Tijd in België, verhuisde hij naar Gent, waar hij op de duur hoofd werd van de civiele en militaire ziekenhuizen en arts in de gevangenis. Ook werd hij er voorzitter van het comité voor de koepokinenting. Zeven jaar later werd hij voor de derde keer weduwnaar en bleef dat de rest van zijn leven.
Vanaf 1815, in het Verenigd Koninkrijk der Nederlanden, werkte hij mee aan de Pharmacopoea Belgica, die op basis van een koninklijk besluit werd samengesteld.
In 1818 werd Wauters voorzitter van de nieuwe Provinciale Geneeskundige Commissie van Oost-Vlaanderen. In datzelfde jaar werden hij, Jozef Kluyskens en de Gentse hoogleraar (later rector) François-Égide Verbeeck, als enige medici uit het Zuiden, opgenomen als geassocieerd lid van de Koninklijke Nederlandse Akademie van Wetenschappen Vanaf 1816 was hij lid van de door Willem I opnieuw opgerichte Brusselse Academie, die hem eerder diverse prijzen had toegekend.
In 1825 schreef hij een brochure om te pleiten voor een betere opleiding en honorering van het verplegend personeel; hij was toen President der Commissie van Geneeskundig onderzoek en toevoorzigt van Oost-Vlaenderen en President van het Centrael Comité der Vaccine te Gent. Hij vond het een afschuwelijk gebruik dat na het overlijden het linnen van de patiënten aan de verplegenden werd geschonken, wat betekende dat ze belang hadden bij de dood van de aan hen toevertouwden.
Om ervoor te zorgen dat ook arme patiënten goede en goedkope geneesmiddelen kregen schreef hij op zijn 86e ook een speciale farmacopee voor de armen, die hij in 1831 uitgaf.
In 1839 ontving hij de Leopoldsorde, de hoogste Belgische onderscheiding.
Hij stierf in zijn vijfennegentigste levensjaar, na langdurig ziek te zijn geweest door aandoeningen van gal- en urinewegen. De laatste jaren voor zijn dood was hij blind door grijze staar. Hij had in een bewogen tijd geleefd doorheen vijf elkaar snel opvolgende politieke regimes: het Oostenrijkse, de korte Belgische republiek, het Franse, het Hollandse en het Belgische.
Hij liet een grote verzameling boeken na, die een half jaar na zijn dood in zijn huis in de Savaanstraat 48 werden geveild.
Elaut vat sanmen dat Wauters "de vernieuwing van medische ideeën zeer duidelijk heeft aangevoeld en ze in zijn omgeving door enkele pregnante geschriften heeft doen ingang vinden"; en dat hij "een sociaal voelend man was die begrepen had dat de geneeskunde moest openstaan voor sociale stromingen".

## Publicaties
- (nl) Wauters, Pieter-Engelbert, Huys- en Reysapotheek van den Ridder en Zweedsch-Koninglyken lyfarts Rosen von Rosenstein. Bernard Poelman (1766) – via Google Books.
- (la) Wauters, Pieter-Engelbert, Dissertatio botanico-medica de quibusdam plantis belgicis in locum exoticarum sufficiendis, sive Responsus ad quaestiomen Quaenam sunt plantae belgicae quas exoticis, respective ad varios vitae usus substituere possumus?. Van Der Schueren (1785) – via Google Books.
- (la) Wauters, Pieter-Engelbert, Epitome Dissertationis Coronatae Celeberr. D. Burtin, De aliquot Plantarum exoticarum Succedanei in Belgio reperiundis; etc.. Vander Schueren (1785) – via Google Books.
- (la)  Wauters, Pieter-Engelbert : Responsum ad quaesitum : Quae tum Medica, tum Politica praesidia adversus periculosos inhumationum praefestinatarum abusus?. Brussel: Keizerlijke en Koninklijke Academie voor Wetenschappen en Letterkunde (1787)
- (nl) Wauters, Pieter-Engelbert : Gecroonde Verhandelinge door de Keyserlyke en Koninglyke  Academie der Wetenschappen en Letterkunde van Brussel, ten jaere 1788, tot antwoord op de vraeg: Aen te tonen de Inlandsche Gewassen, bekwaem om Oliën te maeken, die men met goeden uytval en zonder gevaer zoude kunnen stellen in de plaetse van de Olyfolie: over de manieren om deze Oliën te bereiden en te bewaeren, en eyndelyk over hunnen prys, onderstellende eenen gegeven prys van de stoffen waer uyt men de zelve trekt (1788)
- (fr) Wauters, Pieter-Engelbert, Dissertation sur la manière de faire l'Uytzet et sur la salubrité comparée avec celles des autres bières et autres boissons, qui sont le plus en usage dans les neufs départements réunis. De Goesin (1798) – via Google Books.
- (la) Wauters, Pieter-Engelbert, Tractatus de Exutoriorum Delectu, praesertim de elegendis Vesicatoriis, Fonticulis, Setaceis, nec non de assignando vario eorum loco, pro varia in Morbis indicatione; ...concinnatus ex binis Dissertationibus Auctoris, quarum altera anno 1790 primum, altera anno 1791 secundum aemulationis praemium in Soc. Reg. Med. Paris adeptus est. De Goesin/Croullebois/Luchtmans (1801) – via Google Books.
- (fr) Wauters, Pieter-Engelbert, Tableaux d'essais pratiques sur quelques remèdes usités à l'Hôpital civil de la ville de Gand: où l'on apprendra par expérience à les rendre à leur juste valeur. De Goesin-Disbecq (1806) – via Google Books.
- Wauters, Pieter-Engelbert, Handboek voor de Dienst der Zieke of Kort begrip der kennissen die noodzakelyk zyn aen de persoonen die belast zyn met den dienst der Zieke, der Kraemvrouwen, der nieuwgeboren Kinderen, etc. Door Mr. Carrere. De Goesin-Disbecq (1807) – via Google Books.
- (la) Wauters, Pieter-Engelbert, Repertorium remediorum indigenorum exoticis in medicina substituendorum, sive Responsum ad problemata: Quaenam dantur substantiae indigenae simplices vel compositae quae in curatione morborum exoticis medicamentis prospere substitui possunt? Et Quibus adminiculis opportunissime in usum universalem inducentur pharmaca indigena, ubi jam exoticis analogis virtute paria aut superiora agnita fuerint? Cui palmam adjucavit Societas Medicorum Burdigalensis in Sessione sua Augusti 1809. De Goesin-Disbecq (1810) – via Google Books.
- (la) Wauters, Pieter-Engelbert, Commentarius theoreticus-practicus de Dysenteria. De Goesin-Verhaeghe (1810) – via Google Books.
- (nl) Wauters, Pieter-Engelbert, Bemerkingen over de Noodzakelykheyd der Ziekediensters tot het genezen der zieke, De pligten en werkzaemheden der goede, de gebreken der slegte en den middel om goede aen-te-kweeken. Stéven (1825) – via Google Books.
- (la) Wauters, Pieter-Engelbert, Dispensatorium Pharmaceuticum, Belgii pauperibus congruum atque dictatum. Vanryckeghem-Hovaere (1831) – via Google Books.

Daarnaast publiceerde hij nog veel kleinere verhandelingen over farmacologie en medische onderwerpen.
- Bibliothèque nationale de France: cb10695538b (data)
- Gemeinsame Normdatei: 123699169
- International Standard Name Identifier: 0000 0000 7828 5473
- Library of Congress Control Number: n84087379
- Nederlandse Thesaurus van Auteursnamen: 073443395
- Système universitaire de documentation: 133330575
- Virtual International Authority File: 10760866
- WorldCat: E39PCjJGbfM4txg4ft4vRFvJpd